# 乾溪 (阿拉斯加州)
乾溪（英語：Dry Creek）是位於美國阿拉斯加州東南費爾班克斯人口普查區的一個非建制地區和人口普查指定地區。根據2010年美國人口普查，該地共人口94人，而該地的面積約為405.30平方千米。

## 地理
乾溪的座標為63°41′01″N 144°36′15″W / 63.68361°N 144.60417°W，而該地的平均海拔高度為566米（即1857英尺）。